# Xã Lynn, Quận Posey, Indiana
Xã Lynn (tiếng Anh: Lynn Township) là một xã thuộc quận Posey, tiểu bang Indiana, Hoa Kỳ. Năm 2010, dân số của xã này là 895 người.